# さいたま市図書館
さいたま市図書館（さいたましとしょかん）は、埼玉県さいたま市が運営する公立図書館の総称である。本館である中央図書館は浦和区の浦和駅前にある。市内に25の常設図書館を有し、のべ約358万点の資料を収蔵している。蔵書数は市町村図書館の中では横浜市立図書館、大阪市立図書館に次いで国内第3位である。

## 概要
図書館法第10条、さいたま市図書館条例に基づき設置、運営されている。2001年のさいたま市発足により、浦和市立図書館・大宮市立図書館・与野市立図書館が統合され、さいたま市図書館として再編された。2005年には岩槻市編入により、岩槻市立図書館も統合された。本館機能は2007年にストリームビル（浦和パルコを併設）内に設置された中央図書館にある。さいたま市図書館は一人当たりの図書館貸出数が政令指定都市の中で最も多い。なお、政令指定都市に限らなければ国内6位であり、同じ埼玉県内でもふじみ野市のほうが多い。

## 前身について
さいたま市図書館は、浦和市・大宮市・与野市が合併してさいたま市が設置された際に、合併前の3市の市立図書館が統合して設立されたものである。その後、岩槻市の編入に伴い、岩槻市立図書館も編入となった。なお、大宮市立図書館の開館は1924年（当時は大宮町立図書館）、与野市・岩槻市の市立図書館の開館は1971年、浦和市立図書館の開館は1974年である。
浦和市立図書館の開館が遅かったのは、大正時代から埼玉県立図書館が浦和市内に所在したからである。1960年に埼玉県立浦和図書館の館舎が新築した際も、浦和市が建築費用の一部を負担した。現在は逆に、埼玉県立浦和図書館が廃止となっている。その理由は老朽化に加え、周辺にさいたま市図書館が4館あることが起因している。廃止反対の声もあったため、代替として県立熊谷図書館の浦和分室が埼玉県立文書館内に設置されている。
歴史をさかのぼれば、1914年の私立浦和簡易図書館の開館にまで行きつく。1924年には、浦和町にこの図書館が移管されて、小学校に併設される形の「市立少年図書館」となった。与野も同年、岩槻は1928年に町立図書館を設置するなど、1924年から1942年まで現在のさいたま市域に旧市町村立の図書館が設置された。戦争の激化によって大宮市立図書館以外の図書館は閉館へと至ったが、戦後の1952年に大宮市立図書館が再開され、その後与野・岩槻・浦和の順で、戦前との継続性を絶つ形で市立図書館を設立（事実上の再建）した。

## 沿革
- 1914年1月11日 - 北足立郡浦和町の浦和青年会が浦和簡易図書館（私立）を玉蔵院のそばに開館。
- 1922年10月1日 - 浦和町に埼玉県立浦和図書館の前身である埼玉県教育会立埼玉図書館が開館。
- 1924年
  - 3月15日 - 北足立郡大宮町が大宮町立図書館（現：さいたま市立大宮図書館）を大宮小学校内に開館。
  - 6月 - 北足立郡野田村が野田村立簡易図書館を野田小学校内に開館。
  - 8月 - 北足立郡谷田村が谷田村立図書館を谷田小学校内に開館。北足立郡尾間木村が尾間木村立図書館を尾間木小学校内に開館。
  - 9月1日 - 浦和町が浦和町立少年図書館（浦和市立図書館の事実上の前身）を浦和小学校（現・高砂小学校）内に開館。同年7月に閉館した浦和簡易図書館の蔵書を承継する。
  - 11月8日 - 北足立郡与野町が与野町立図書館（与野市図書館の事実上の前身）を与野小学校（現・与野本町小学校）内に開館。
  - 詳細月日不明 - 北足立郡大門村が大門村立図書館を大門小学校内に開館。北足立郡土合村の土合青年団が土合青年団図書館（私立）を土合小学校内に開館。
- 1925年 - 北足立郡植水村が植水村立図書館を植水小学校内に開館
- 1928年 - 北足立郡七里村が七里村立図書館を七里小学校内に開館。南埼玉郡川通村が川通村立川通図書館を川通小学校内に開館。南埼玉郡岩槻町が岩槻町立岩槻図書館（岩槻市立中央図書館の事実上の前身）を岩槻小学校内に開館。南埼玉郡和土村が和土村立和戸図書館を和土小学校内に開館
- 1929年 - 北足立郡片柳村が片柳図書館を片柳小学校内に開館。北足立郡三室村が三室村立三室図書館を三室小学校内に開館
- 1932年4月1日 - 谷田村・木崎村が浦和町に編入合併した事に伴い、谷田村立図書館を浦和町立少年図書館として編入。1935年に浦和市立第四少年図書館に改称。
- 1933年 - 浦和町立第三少年図書館を浦和第三小学校（現・木崎小学校）内に開館
- 1934年
  - 2月11日 - 浦和町が浦和市となった事に伴い、浦和町立少年図書館を浦和市立少年図書館に名称を変更。
  - 詳細月日不明 - 浦和市立第二少年図書館を浦和第二小学校（現・常盤小学校）内に、浦和市立第五少年図書館を浦和第五小学校（現・本太小学校）内に開館
- 1935年1月 - 南埼玉郡柏崎村が柏崎村立図書館を開館。
- 1940年
  - 4月17日 - 尾間木村・三室村が浦和市に編入合併したことに伴い、両村の村立図書館が浦和市立少年図書館として編入される。
  - 11月3日 - 合併により大宮市が成立したことに伴い、大宮町立図書館から大宮市立図書館に名称を変更。
- 1942年 - 浦和市立第七少年図書館を浦和第七国民学校（現・南浦和小学校）内に開館
- 1947年9月1日 - 大宮市立図書館が大宮市立中央公民館の開館に伴い、合併され閉館となる。図書の貸出は中央公民館が行う。
- 1952年10月20日 - 大宮市立中央公民館の廃止による閉館に伴い、大宮市立図書館を大宮市役所内に再開館。
- 1954年4月 - 与野町が与野町公民館に図書部を設置し、図書の貸出を行う。
- 1957年1月29日 - 大宮市立図書館を大宮小学校内に移転開館。使用しない校舎を活用した独立館舎となる。
- 1958年7月15日 - 与野町が与野市となった事に伴い、与野町公民館を与野市公民館に名称を変更。
- 1962年12月11日 - 大宮市立図書館を大宮市役所の南側にあった旧大宮公共職業安定所庁舎に移転開館。
- 1969年6月20日 - 与野市公民館に図書室を開設し、図書の閲覧を行う。
- 1971年
  - 4月16日 - 与野市が与野市図書館（現：さいたま市立与野図書館）を与野市役所内に開館[7][8]（前記の図書室を事実上昇格させて、移転した）。
  - 9月7日 - 岩槻市が岩槻市立中央図書館（現：さいたま市立岩槻図書館）を旧岩槻市民総合会館に開館[8]。
- 1972年7月 - 与野市図書館が移動図書館なかよし号巡回を開始。
- 1973年
  - 2月13日 - 大宮市立図書館を現在のさいたま市立博物館の隣接地に移転開館。移転後、旧館舎の跡地は大宮市立中部公民館（現・さいたま市立大宮中部公民館）の敷地に転用される。
  - 7月 - 大宮市立図書館が移動図書館ほたる号巡回を開始。
- 1974年
  - 1月11日 - 浦和市が浦和市立図書館（現：さいたま市立北浦和図書館）を開館[9][8]。
  - 4月 - 浦和市立図書館が移動図書館しらさぎ号巡回を開始。
  - 9月 - 大宮市立図書館が公民館・自治会館等に配本所を設置し、週2回貸出を行う。
- 1975年10月 - 岩槻市立中央図書館が移動図書館こだま号巡回を開始。
- 1976年10月16日 - 浦和市立図書館中央分館（後の北浦和図書館東高砂分館）が開館。
- 1977年5月 - 岩槻市立中央図書館が、建替のため一年間の休館となる。書庫として旧岩槻警察署庁舎を使用し、貸出は移動図書館こだま号で代行する。
- 1978年
  - 5月1日 - 岩槻市立中央図書館（現：さいたま市立岩槻図書館）が新館舎で開館[8]。
  - 10月7日 - 与野市図書館南分館（現：さいたま市立与野南図書館）を大戸小学校内に開館[8]。
- 1981年12月8日 - 与野市図書館を現在地に移転開館。
- 1985年8月1日 - 浦和市立南浦和図書館（現：さいたま市立南浦和図書館）が開館[10][8]。
- 1986年4月15日 - 与野市図書館南分館（現：さいたま市立与野南図書館）を現在地に移転開館[8]。屋上には隣接する与野南小学校のプールを設置。
- 1987年6月1日 - 大宮市立西部図書館（現：さいたま市立大宮西部図書館）が開館[8]。大宮市立図書館より、配本所と移動図書館ほたる号の業務が移管される。
- 1992年
  - 埼玉県東部中央都市連絡協議会（岩槻市・春日部市・蓮田市・南埼玉郡白岡町・宮代町・北葛飾郡杉戸町・庄和町）で各市町立図書館（図書室）の広域相互利用開始。 　
  - 6月1日 - 大宮市立東図書館（現：さいたま市立大宮東図書館）が開館[11]。大宮市立図書館研修センターとして整備した施設を一般開放した。
  - 10月1日 - 与野市図書館西分館（現：さいたま市立与野図書館西分館）が開館[8]。
- 1993年3月- 与野市図書館が移動図書館なかよし号を廃止。
- 1994年10月 - 浦和市・大宮市・上尾市・北足立郡伊奈町で図書館の広域利用を開始。
- 1995年 - 浦和市立図書館が1月に戸田市立図書館と、4月に川口市立図書館とそれぞれ相互利用を開始。
- 1996年4月9日 - 岩槻市立岩槻駅東口図書館（現：さいたま市立岩槻駅東図書館）が開館[8]。
- 1997年
  - 4月 - 浦和市立図書館が蕨市立図書館と相互利用を開始。
  - 4月25日 -浦和市立東浦和図書館（現：さいたま市立東浦和図書館）が開館[12]。
- 1998年
  - 4月7日 - 岩槻市立岩槻東部図書館（現：さいたま市立岩槻東部図書館）が開館[8]。
  - 6月1日 - 大宮市立春野図書館（現：さいたま市立春野図書館）が開館[13][8]。
- 2000年
  - 5月6日 - 大宮市西部文化センターの図書室を大宮市立西部図書館三橋分館（現：さいたま市立大宮西部図書館三橋分館）として編入開館[8]。
  - 7月1日 - 大宮市立七里図書館（現：さいたま市立七里図書館）、大宮市立宮原図書館（現：さいたま市立宮原図書館）がそれぞれ開館[8]。

### さいたま市誕生後
- 2001年
  - 5月1日 - 浦和市・大宮市・与野市の合併によるさいたま市の発足により、3市の図書館はさいたま市図書館として再編。浦和市立図書館が市立北浦和図書館に、大宮市立図書館が市立大宮図書館に、与野市図書館が市立与野図書館など名称が変更された[14]。図書館は分館も含め9館に及び北浦和図書館が本館となった。
  - 6月1日 - 蕨市・川口市と広域利用協定を締結[14]。
  - 7月1日 - 上尾市・伊奈町と広域利用協定を締結[14]。
  - 11月20日 - さいたま市図書館協議会が発足[14]。
- 2002年
  - 2月1日 - 戸田市と広域利用協定を締結[14]。
  - 7月2日 - 市立馬宮図書館が開館[15]。
- 2004年7月1日 - 市立桜木図書館が開館[16]。
- 2005年
  - 4月1日 - 岩槻市が編入合併したことにより岩槻市立の3図書館がさいたま市図書館として編入され、岩槻市立中央図書館が市立岩槻図書館に名称を変更。さいたま市への編入による旧岩槻市の埼玉県東部中央都市連絡協議会からの離脱により岩槻区の3図書館は春日部市、蓮田市、南埼玉郡白岡町（現・白岡市）・宮代町、北葛飾郡杉戸町、庄和町の各市町立図書館の広域相互利用を中止。
  - 7月5日 - 市立桜図書館が開館[17]。
- 2006年
  - 3月 - 岩槻図書館が移動図書館こだま号を廃止。北浦和図書館の移動図書館しらさぎ号が岩槻区内を巡回。
  - 4月 - 川越市、春日部市、蓮田市と図書館広域相互利用を開始（岩槻区と春日部市、蓮田市、旧庄和町とは事実上の再開）。
  - 5月1日 - 市立片柳図書館が開館[18]。
  - 8月 - 中央図書館整備基本計画を策定[19]
  - 11月 - 大宮西部図書館の移動図書館ほたる号が廃止され、車両更新した移動図書館を宝くじ号と改称して巡回開始。
- 2007年
  - 4月1日 - 市立大久保東公民館のこども図書室を桜図書館大久保東分館として編入開館し、与野図書館南分館を市立与野南図書館に昇格[19]。
  - 4月 - 開館時間を9時に統一、全館で月末休館日を廃止[19]。
  - 9月2日 - 中央図書館の開館準備のため、北浦和図書館東高砂分館が閉館。
  - 11月29日 - 市立中央図書館が開館し[20]、北浦和図書館から本館の機能を移される（前記の北浦和図書館東高砂分館を事実上昇格させて、移転した）。
  - 11月 - 北浦和図書館の移動図書館しらさぎ号を廃止。大宮西部図書館の移動図書館宝くじ号が市内全域を巡回。
- 2008年5月1日 - 市立北図書館が開館[21]。
- 2012年
  - 1月17日 - 建設中のサウスピアで火災が発生したため、6月開館予定の武蔵浦和図書館の開館を2013年1月に延期[22]。
  - 4月 - 休館日と月曜と火曜に分散、一部利用の少ない図書館の夜間利用時間を見直し[22]。
- 2013年
  - 1月4日 - 市立武蔵浦和図書館が開館[23]。
  - 3月 - 「さいたま市図書館ビジョン」を策定[24]。
- 2015年
  - 3月12日 - 東浦和駅前に返却ポストを設置[25]。
  - 7月5日 - 中央図書館の来館者が7年7カ月で1000万人を突破[26]。
- 2016年
  - 1月4日 - 市立美園図書館が開館[27]。政令指定都市の中で図書館数が第1位に[28]。
  - 3月3日 - 電子図書サービスを開始[29]。
- 2018年10月1日 - 西浦和駅市民の窓口敷地に返却ポストを設置[30]。
- 2019年
  - 3月 - 大宮西部図書館の移動図書館宝くじ号が廃止され、車両更新した移動図書館をあじさい号と改称して巡回開始。
  - 4月30日 - 大宮図書館の移転に伴い、移転前の館舎が閉館。旧館舎は大宮地区の観光・情報発信・地域ビジネスの拠点となる複合施設・「Bibli（ビブリ）」に改装される（2021年12月19日に開業）。
  - 5月7日 - 大宮図書館が大宮区役所の新庁舎内に移転開館[31]。庁舎を建設したPFI事業者である特別目的会社「大宮クロスポイント」を指定管理者とし、図書館の運営は指定管理者の構成員である図書館流通センターと小学館集英社プロダクションが行う[31]。また、当館に限り館名から「さいたま市立」を外して運営される。
- 2020年4月1日 - 白岡市と図書館の相互利用を開始する（3月26日、相互利用に関する協定締結。岩槻区とは事実上の再開）[32]。
- 2021年
  - 4月 - 「さいたま市子ども読書の日」を制定[33]。
  - 9月 - 「さいたま市図書館ビジョン（第2期）」を策定[24]。

## 各図書館の概要

### 常設図書館
| 図書館名称             | 施設外観 | 所在地                                                        | 収蔵資料総数（視聴覚資料含む） | 収容可能冊数 | 延床面積 |
| ---------------------- | -------- | ------------------------------------------------------------- | ------------------------------ | ------------ | -------- |
| 中央図書館             |          | 浦和区東高砂町11番1号 （ストリームビル8階）                   | 529,295                        | 約70万冊     | 5,799m2  |
| 馬宮図書館             |          | 西区大字西遊馬533番地1 （馬宮コミュニティセンター1階）        | 70,092                         | 約6万冊      | 537m2    |
| 大宮西部図書館三橋分館 |          | 西区三橋六丁目642番地4 （大宮西部文化センター2階）            | 28,056                         | 約3.4万冊    | 227m2    |
| 大宮西部図書館         |          | 北区櫛引町二丁目499番地1                                      | 434,027                        | 約51.5万冊   | 3,499m2  |
| 北図書館               |          | 北区宮原町一丁目1番地12 （プラザノース1階）                   | 219,047                        | 約20万冊     | 2,114m2  |
| 宮原図書館             |          | 北区吉野町二丁目195番地1 （宮原コミュニティセンター2階）      | 82,264                         | 約4.4万冊    | 504m2    |
| 大宮図書館             |          | 大宮区吉敷町一丁目124番地1 （大宮区役所1 - 3階）              | 359,701                        | 約34.15万冊  | 4,084m2  |
| 桜木図書館             |          | 大宮区桜木町一丁目10番地18 （シーノ大宮センタープラザ4階）    | 70,204                         | 約5万冊      | 570m2    |
| 春野図書館             |          | 見沼区春野二丁目12番1号                                       | 115,217                        | 約8万冊      | 1,135m2  |
| 大宮東図書館           |          | 見沼区堀崎町48番地1 （さいたま市職員研修センターと併設）      | 63,548                         | 約7.9万冊    | 501m2    |
| 七里図書館             |          | 見沼区大字大谷1210番地 （七里コミュニティセンター1階）        | 69,913                         | 約4.6万冊    | 365m2    |
| 片柳図書館             |          | 見沼区染谷三丁目147番地1 （片柳コミュニティセンター2階）      | 84,291                         | 約6万冊      | 586m2    |
| 与野図書館             |          | 中央区下落合五丁目11番11号                                    | 141,223                        | 約14.4万冊   | 2,487m2  |
| 与野南図書館           |          | 中央区大戸六丁目28番16号                                      | 59,977                         | 約6.1万冊    | 755m2    |
| 与野図書館西分館       |          | 中央区桜丘二丁目6番28号 （西与野コミュニティホール2階）       | 51,069                         | 約4.6万冊    | 537m2    |
| 桜図書館               |          | 桜区道場四丁目3番1号 （プラザウエストと併設）                 | 224,724                        | 約20万冊     | 2,976m2  |
| 桜図書館大久保東分館   |          | 桜区大字大久保領家131番地6 （大久保東公民館1階）              | 38,484                         | 約3万冊      | 305m2    |
| 北浦和図書館           |          | 浦和区北浦和一丁目4番2号                                      | 256,647                        | 約25万冊     | 3,015m2  |
| 武蔵浦和図書館         |          | 南区別所七丁目20番1号 （サウスピア2 - 3階）                   | 117,115                        | 約8万冊      | 1,296m2  |
| 南浦和図書館           |          | 南区根岸一丁目7番1号 （さいたま市文化センターと併設）         | 104,392                        | 約9.8万冊    | 1,315m2  |
| 東浦和図書館           |          | 緑区大字中尾1440番地8 （プラザイースト1階）                   | 222,176                        | 約20万冊     | 2,206m2  |
| 美園図書館             |          | 緑区美園四丁目19番地1 （浦和美園駅東口駅前複合公共施設内2階） | 74,987                         | 約6万冊      | 600m2    |
| 岩槻図書館             |          | 岩槻区本町四丁目2番25号 （岩槻本町公民館と併設）              | 117,786                        | 約12万冊     | 1,020m2  |
| 岩槻駅東口図書館       |          | 岩槻区本町三丁目1番1号 （WATSUコムザ3階）                     | 56,477                         | 約5.2万冊    | 594m2    |
| 岩槻東部図書館         |          | 岩槻区東岩槻六丁目6番地 （ふれあいプラザいわつきと併設）      | 52,876                         | 約4万冊      | 423m2    |

### 移動図書館車
大宮西部図書館を発着点とする移動図書館車「あじさい号」が、計18のサービスステーションを2週間1回の頻度で巡回できるような日程で運行されている（雨天の場合は巡回が中止される）。

## サービス
館外貸出・返却・予約
図書館の入館や利用は誰でも可能であるが、館外貸出には利用者カードの作成が必要で、さいたま市に在住・在学・在勤者のみが可能となっている。また、上尾市、伊奈町、戸田市、蕨市、川口市、蓮田市、川越市、春日部市、白岡市との図書館相互利用が行われており、その地域に在住の場合は利用者カードを作成することで、図書の貸出ができるようになる。有料で郵送貸出サービスも取り扱っている。
- 30点まで14日間（予約がない場合、1度のみ延長可）[37]

返却は、各図書館の返却カウンター・ポストのほか、東浦和駅前、宮原駅前、西浦和駅市民の窓口敷地内にも返却ポストで行える。移動図書館でも返却可能である。
インターネット上のマイページでは、貸出状況の確認のほか、予約状況の確認、読書ノートの利用ができる。資料の予約は、一人30点まで可能である。
その他のサービス
- 蔵書資料（図書・雑誌・CD・ビデオ・DVD）の検索・閲覧
- 図書館間相互貸借制度（さいたま市民のみ）
  - 埼玉県内の県市町村立図書館の蔵書を利用することができる。県内の公立図書館に所蔵がない場合、国立国会図書館や県外の公共図書館・大学図書館、専門図書館の所蔵を調べることができる[40]。
- レファレンス[41]
- コピー[42]
- ウェブページの閲覧[42]
- イベント

### 開館時間・休館日
（出典：）
|                        | 開館時間                                    | 休館日                                                                                 |
| ---------------------- | ------------------------------------------- | -------------------------------------------------------------------------------------- |
| 中央図書館             | 平日：9:00～21:00 土日祝：9:00～18:00       | 第1及び第3月曜日（祝日の場合、翌々日が休館） 年末年始（12月29日～1月4日） 特別整理期間 |
| 大宮図書館             | 9:00～21:30                                 | 特別整理期間                                                                           |
| 北浦和図書館           | 火～金：9:00～20:00 土日祝：9:00～18:00     | 月曜日（祝日の場合、翌々日が休館） 年末年始（12月29日～1月4日） 特別整理期間           |
| 南浦和図書館           | 火～金：9:00～20:00 土日祝：9:00～18:00     | 月曜日（祝日の場合、翌々日が休館） 年末年始（12月29日～1月4日） 特別整理期間           |
| 東浦和図書館           | 火～金：9:00～20:00 土日祝：9:00～18:00     | 月曜日（祝日の場合、翌々日が休館） 年末年始（12月29日～1月4日） 特別整理期間           |
| 大宮西図書館           | 火～金：9:00～20:00 土日祝：9:00～18:00     | 月曜日（祝日の場合、翌々日が休館） 年末年始（12月29日～1月4日） 特別整理期間           |
| 春野図書館             | 火～金：9:00～20:00 土日祝：9:00～18:00     | 月曜日（祝日の場合、翌々日が休館） 年末年始（12月29日～1月4日） 特別整理期間           |
| 与野図書館             | 火～金：9:00～20:00 土日祝：9:00～18:00     | 月曜日（祝日の場合、翌々日が休館） 年末年始（12月29日～1月4日） 特別整理期間           |
| 桜木図書館             | 火～金：9:00～20:00 土日祝：9:00～18:00     | 月曜日（祝日の場合、翌々日が休館） 年末年始（12月29日～1月4日） 特別整理期間           |
| 岩槻駅東口図書館       | 火～金：9:00～20:00 土日祝：9:00～18:00     | 月曜日（祝日の場合、翌々日が休館） 年末年始（12月29日～1月4日） 特別整理期間           |
| 桜図書館               | 火～金：9:00～20:00 土日祝：9:00～18:00     | 月曜日（祝日の場合、翌々日が休館） 年末年始（12月29日～1月4日） 特別整理期間           |
| 北図書館               | 火～金：9:00～20:00 土日祝：9:00～18:00     | 月曜日（祝日の場合、翌々日が休館） 年末年始（12月29日～1月4日） 特別整理期間           |
| 美園図書館             | 火～金：9:00～20:00 土日祝：9:00～18:00     | 月曜日（祝日の場合、翌々日が休館） 年末年始（12月29日～1月4日） 特別整理期間           |
| 大宮東図書館           | 月・水～金：9:00～18:00 土日祝：9:00～17:00 | 火曜日（祝日の場合、翌日が休館） 年末年始（12月29日～1月4日） 特別整理期間             |
| 七里図書館             | 月・水～金：9:00～18:00 土日祝：9:00～17:00 | 火曜日（祝日の場合、翌日が休館） 年末年始（12月29日～1月4日） 特別整理期間             |
| 宮原図書館             | 月・水～金：9:00～18:00 土日祝：9:00～17:00 | 火曜日（祝日の場合、翌日が休館） 年末年始（12月29日～1月4日） 特別整理期間             |
| 馬宮図書館             | 月・水～金：9:00～18:00 土日祝：9:00～17:00 | 火曜日（祝日の場合、翌日が休館） 年末年始（12月29日～1月4日） 特別整理期間             |
| 岩槻図書館             | 月・水～金：9:00～18:00 土日祝：9:00～17:00 | 火曜日（祝日の場合、翌日が休館） 年末年始（12月29日～1月4日） 特別整理期間             |
| 岩槻東部図書館         | 月・水～金：9:00～18:00 土日祝：9:00～17:00 | 火曜日（祝日の場合、翌日が休館） 年末年始（12月29日～1月4日） 特別整理期間             |
| 片柳図書館             | 月・水～金：9:00～18:00 土日祝：9:00～17:00 | 火曜日（祝日の場合、翌日が休館） 年末年始（12月29日～1月4日） 特別整理期間             |
| 与野南図書館           | 月・水～金：9:00～18:00 土日祝：9:00～17:00 | 火曜日（祝日の場合、翌日が休館） 年末年始（12月29日～1月4日） 特別整理期間             |
| 大宮西部図書館三橋分館 | 月・水～金：9:00～18:00 土日祝：9:00～17:00 | 火曜日（祝日の場合、翌日が休館） 年末年始（12月29日～1月4日） 特別整理期間             |
| 与野図書館西分館       | 月・水～金：9:00～18:00 土日祝：9:00～17:00 | 火曜日（祝日の場合、翌日が休館） 年末年始（12月29日～1月4日） 特別整理期間             |
| 桜図書館大久保東分館   | 月・水～金：9:00～18:00 土日祝：9:00～17:00 | 火曜日（祝日の場合、翌日が休館） 年末年始（12月29日～1月4日） 特別整理期間             |

## さいたま市図書館の設備、特長
- 中央図書館・大宮図書館・桜図書館・武蔵浦和図書館に、RFIDを用いた貸出システムが導入されている。そのため、本の最後のほうに固いカードがはさまれている。中央図書館には、日本初の自動返却機が設置されている（NEC製）。

- 武蔵浦和図書館には、横浜エレベータ製のガラスのエレベーターが設置されている。
- 中央・桜木・北浦和・武蔵浦和・美園・岩槻駅東口の各図書館は、駅から5分以内の場所に設置されている。平日の場合、中央は21時まで、武蔵浦和・北浦和・桜木・岩槻駅東口・美園は20時まで、大宮は平日・休日に関わらず21時30分まで開館しているので、利用しやすい。

## 広域利用制度
上尾市・川口市・戸田市・蕨市・川越市・春日部市・蓮田市・白岡市・伊奈町の在住者であれば、さいたま市民と同様に図書館のサービスを利用できる。ただし、市外の住民はさいたま市所蔵以外の資料貸出、新刊などのリクエストはできない。